# Badár Sándor
Badár Sándor (Jászberény, 1964. február 8. –) Karinthy-gyűrűs magyar színész, humorista.

## Pályafutása
A szentesi Horváth Mihály Gimnázium drámatagozatára járt, Hevesi Tamás, Ternyák Zoltán, Jantyik Csaba osztálytársa volt. Az iskola után 12 évig a vasútnál dolgozott, először váltókezelőként, majd forgalmi szolgálattevőként. Budapesten él, gyereklovagoltatással foglalkozik.
Ha hívják, filmekben játszik, utánozhatatlan karakter. Sajátos humora, rögtönzései és nem utolsósorban jellegzetes figurája a kortárs magyar film izgalmas alakjává tette. Szőke András jó barátja és alkotásainak állandó szereplője. Szöveget nem szeret tanulni, a felvételeken legtöbbször improvizál. A stand-up comedy művelője, 2003 óta fellép a Dumaszínházban, és alkalmanként a FábryShowban is. Nem hivatalos rekordként egyszer hét és fél órán át beszélt a közönséghez a Szegedi Ifjúsági Napokon. Szőke Andrással telefonos reklámfilmekben is szerepelt. Fia: Tamás, bűvész.

„Föltolták az ázsiómat, azt mondják, hogy színész vagyok. De én nem vallom magamat csak annak. Gyereklovagoltatással foglalkozom, de színészi munkát is végzek. A névjegykártyámra az van írva, hogy Badár Sándor – szóra sem érdemes művész. Sose gondolkoztam azon, hogy mi vagyok.”

Badár Sándor, 2004. szeptember, Interjú a filmkultúra.hu-n 

## Munkái

### Filmjei
- 69 (1987)
- Vattatyúk (1990)
- Roncsfilm (1992)
- Európa Kemping (1992)
- Kiss Vakond (1993)
- Citromdisznó (1993)
- Nyugattól keletre, avagy a média diszkrét bája (1993)
- Boldog lovak (1995)
- Mindenki fél a törpétől (1996)
- Bolse vita (1996)
- Biztosítás (1998)
- Országalma (1998)
- Gengszterfilm (1998)
- Helyfoglalás, avagy a mogyorók bejövetele (1999)
- Három (2000)
- Tündérdomb (2001)
- Öcsögök (2001)
- Anarchisták (2001)
- A Hídember (2002)
- Chacho Rom (2002)
- Kontroll (2003)
- József és testvérei − Jelenetek a parasztbibliából (2003)
- Rinaldo (2003)
- Vagabond (2003)
- Zsiguli (2004)
- Nyócker! (2004)
- Before Down (2004)
- Csudafilm (2005)
- Állatfarm (2005)
- Csodálatos vadállatok (2005)
- Hasutasok (2006)
- Nincs kegyelem (2006)
- Egy bolond százat csinál (2006)
- Vadászat angolokra (2006)
- Noé bárkája (2007)
- A Grimm-testvérek legszebb meséi (2007)
- Buhera mátrix (2007)
- Lora (2007)
- Bakkermann (2007)
- Megy a gőzös (2007)
- Papírkutyák (2009)
- Ízig-vérig /televíziós sorozat/ (2019)
- Mintaapák /televíziós sorozat/ (2021)
- A mi kis falunk /televíziós sorozat/ (2022)
- Pepe /televíziós sorozat/ (2023)
- Marsra magyar! (2023–2024)
- Brigádnapló (2024)
- BigBakShow (2025)

### Könyvei
- Badár Sándor – Horváth János: Jappán. Retró útikalandkönyv (Jaffa Kiadó, 2007)
- Badár Sándor – Horváth János: Ámerika, avagy A Véredény nyomában (Jaffa Kiadó, 2007)
- Badár Sándor – Horváth János: Közép-európai kalandok (Jaffa kiadó, 2009)
- Badár Sándor – Horváth János: Határtalanul. A trilógia negyedik része (Jaffa kiadó, 2013)

## Díjai
- Magyar Arany Érdemkereszt (2025)
- A filmkritikusok díja (2004)
- Szentes Városért Emlékérem (2008)
- Bonbon-díj (2006, 2011)
- Karinthy-gyűrű (2013)

## Érdekességek
Közvetlenül az 1992-es téli olimpia előtt Albertville-ben megrendezett kutyaszánhajtás versenyben vett részt, ahol 17. helyen végzett. A verseny előolimpia-szám volt és nem volt része a hivatalos olimpiai programnak.
2011-ben navigátorként részt vett a Budapest–Bamako-ralin, amiről film is készült.